# Belisana ranong
Belisana ranong là một loài nhện trong họ Pholcidae. Loài này được phát hiện ở Thái Lan.